# Rusek
Rusek (německy Rusek) je místní část a současně katastrální území statutárního města Hradec Králové ve stejnojmenném okrese v Královéhradeckém kraji, nachází se na severu města. Působí zde komise místní samosprávy Rusek. Rusek je také název katastrálního území o rozloze 4,78 km². V katastrálním území Rusku se nachází část letiště Hradec Králové, které leží západně od intravilánu vesnice.

## Historie
Místo bylo vzhledem k nálezům artefaktů lužické kultury osídleno už v pravěku. Na vznik samotného názvu „Rusek“ existuje více názorů: může být odvozen od slova růžek (od zlatého prutu), později poněmčeném na Rusek, nebo kmene rus (voda) a připomínat tak mokrou krajinu či potok, může ale také jít o zdrobnělinu osobního jména Rus.
Osada Rusek patřila od roku 1490 Hradci Králové, roku 1547 ji získali Pernštejnové a po nich celá řada dalších majitelů, až se vrátila opět královskému městu. Po bitvě na Bílé hoře byla ale jako konfiskát předána Smiřickým ze Smiřic. Během třicetileté války byl Rusek téměř zničen a obnovoval se jen pomalu, např. k roku 1730 zde bylo jen 16 stavení. Stejně jako z okolních obcí (Holohlavy aj.) odcházeli v době pobělohorské (doba temna) do exilu i nekatolíci z Rusku.
V roce 1732 prokazatelně uprchla do pruského království rodina Jiřího Kubáska (1704 Rusek – 1. prosince 1778 Berlín, fabrikant). Vdova Kateřina Chmelíková, roz. Kubásková (1686 Rusek – 10. června 1764 Berlín) emigrovala se dvěma dcerami v roce 1752. Životopisy těchto osob se zachovaly a jsou publikovány v knize Edity Štěříkové. Ne všechny zahraniční archivy byly probádány. Obce se také citelně dotklo tažení ruských vojáků během Napoleonských válek v roce 1813 nebo prusko-rakouská válka roku 1866.
Původní osídlení bylo obklopeno lesy, které byly vykáceny v letech 1860–1868 a 1906. Také dřívější rybníky (Piletický, Rozkoš, Kuchánek, Nový, Dlouhý, Hluboký a Bukovský) byly vysušeny převážně už v 18. století. Zdejší zemanský dvůr spravoval po dvě století rod Dušků. Od tolerančního patentu císaře Josefa II. se zdejší obyvatelé hlásili k evangelismu a po zrušení roboty vznikly tzv. „Velké“ a „Malé famílie“. Kromě válečných útrap Rusek jako vesnice s dřevěnými staveními s doškovými střechami několikrát čelil požárům a v letech 1846 a 1897 také povodni (první z nich odnesla dosavadní dřevěný most a byl proto vystavěn kamenný).
Obyvatel však přibývalo, k roku 1869 jich zde žilo už 359 v 50 staveních. Byla postavena požární zbrojnice, roku 1897 byl založen Sokol a v roce 1912 se ustavilo družstvo pro rozvod elektrické energie. Po vzniku samostatného Československa se obec upravovala (výsadba okrasných stromů, úprava dvou parčíků a sokolského i dětského hřiště) a rozšiřovala. V roce 1927 byla postavena škola a později na části katastru vzniklo letiště, které za okupace využívali Němci.

## Přírodní poměry
Vesnice stojí v Orlické tabuli, která v západní části katastrálního území přechází do Východolabské tabule. Severně od ní se nachází soutok Černilovského a Librantického potoka, pod nímž se vodní tok nazývá Piletický potok. Koryta Librantického a Piletického potoka zde jsou součástí přírodní památky Piletický a Librantický potok.

## Obyvatelstvo
| Rok            | 1869 | 1880 | 1890 | 1900 | 1910 | 1921 | 1930 | 1950 | 1961 | 1970 | 1980 | 1991 | 2001 | 2011 | 2021 |
| -------------- | ---- | ---- | ---- | ---- | ---- | ---- | ---- | ---- | ---- | ---- | ---- | ---- | ---- | ---- | ---- |
| Počet obyvatel | 385  | 390  | 382  | 359  | 364  | 380  | 418  | 374  | 364  | 356  | 363  | 308  | 328  | 396  | 411  |
| Počet domů     | 55   | 55   | 56   | 59   | 65   | 69   | 86   | 98   | 93   | 94   | 108  | 118  | 123  | 131  | 147  |

## Obecní správa
Při sčítání lidu v letech 1850–1980 Rusek byl samostatnou obcí, se kterým patřila nejprve do okresu Hradec Králové, ale v roce 1950 v okrese Hradec Králové-okolí a od roku 1960 opět v okrese Hradec Králové. Od 1. července 1980 je částí statutárního města Hradec Králové ve stejnojmenném okrese.

## Osobnosti
- Karel August Pácalt (1773–1818), misionář, jehož jméno se promítlo i v názvu obce